# Sci di fondo alla XXVI Universiade invernale
Le gare di sci di fondo della XXVI Universiade invernale si sono svolte dal 12 al 21 dicembre 2013, allo Stadio del fondo di Lago di Tesero, in Italia. In programma undici eventi.

## Podi

### Uomini
| Evento                 | Oro                                                                           | Tempo      | Argento                                                                 | Tempo      | Bronzo                                                                      | Tempo      |
| 10 km tecnica libera   | Milanko Petrović                                                              | 23'57"4    | Michail Sjamënaŭ                                                        | 24'02"9    | Raul' Šakirzjanov                                                           | 24'11"1    |
| Skiathlon 15 km        | Raul' Šakirzjanov                                                             | 38'42"1    | Mark Starostin                                                          | 38'42"7    | Pavel Sjulatov                                                              | 38'42"7    |
| 30 km tecnica classica | Vladislav Skobelev                                                            | 1h23'14"2  | Ermil Vokuev                                                            | 1h23'16"6  | Andrej Feller                                                               | 1h23'18"8  |
| Staffetta 4x10 km      | Kazakistan Aleksandr Malyšev Sergej Malyšev Gennadij Matvienko Mark Starostin | 1h43'03"69 | Russia Raul' Šakirzjanov Vladislav Skobelev Pavel Sjulatov Ermil Vokuev | 1h43'04"70 | Finlandia Jari Huhta Perttu Hyvärinen Heikki Korpela Juha-Matti Mikkolainen | 1h43'30"71 |
| Sprint                 | Maksim Kovalev                                                                | 3'28"98    | Pavel Sjulatov                                                          | 3'30"32    | Heikki Korpela                                                              | 3'30"37    |

### Donne
| Evento                 | Oro                                                         | Tempo    | Argento                                     | Tempo    | Bronzo                                                      | Tempo    |
| 5 km tecnica libera    | Kateryna Hryhorenko Astrid Øyre Slind                       | 13'27"1  |                                             |          | Maryna Ancybor                                              | 13'27"3  |
| Skiathlon 10 km        | Tat'jana Osipova                                            | 29'34"7  | Kateryna Hryhorenko                         | 29'35"7  | Marjaana Pitkänen                                           | 29'36"1  |
| 15 km tecnica classica | Oksana Usatova                                              | 42'50"4  | Marte Monrad-Hansen                         | 42'54"0  | Astrid Øyre Slind                                           | 42'55"0  |
| Staffetta 3x5 km       | Ucraina Maryna Ancybor Kateryna Hryhorenko Kateryna Serdjuk | 42'15"87 | Svezia Lisa Dahl Sofie Elebro Julia Jansson | 42'18"91 | Kazakistan Ol'ga Mandrika Marina Matrosova Tat'jana Osipova | 42'35"46 |
| Sprint                 | Oksana Usatova                                              | 3'23"79  | Ol'ga Careva                                | 3'26"16  | Ol'ga Repnicyna                                             | 3'29"89  |

### Misti
| Evento           | Oro                                       | Tempo    | Argento                                | Tempo    | Bronzo                                     | Tempo    |
| Staffetta sprint | Russia 2 Evgenija Ovščepkova Ermil Vokuev | 17'55"40 | Svezia Emilie Cedervärn Anton Karlsson | 17'56"58 | Russia 1 Anna Povaljaeva Raul' Šakirzjanov | 17'58"08 |

## Medagliere
| Pos.   | Paese       | Oro | Argento | Bronzo | Totale |
| ------ | ----------- | --- | ------- | ------ | ------ |
| 1      | Russia      | 6   | 4       | 5      | 15     |
| 2      | Kazakistan  | 2   | 1       | 1      | 4      |
| 2      | Ucraina     | 2   | 1       | 1      | 4      |
| 4      | Norvegia    | 1   | 1       | 1      | 3      |
| 5      | Serbia      | 1   | 0       | 0      | 1      |
| 6      | Svezia      | 0   | 2       | 0      | 2      |
| 7      | Bielorussia | 0   | 1       | 0      | 1      |
| 8      | Finlandia   | 0   | 0       | 3      | 3      |
| Totale | Totale      | 12  | 10      | 11     | 33     |